# Cerastium brevicarpicum
Cerastium brevicarpicum là loài thực vật có hoa thuộc họ Cẩm chướng. Loài này được Rusby mô tả khoa học đầu tiên năm 1934.